# Хольм ван Зайчик
Хольм ван За́йчик — совместный псевдоним российских писателей-фантастов и учёных-китаеведов — Вячеслава Рыбакова и Игоря Алимова.
Согласно подробно разработанной легенде, сопровождающей псевдоним, ван Зайчик — «еврокитайский писатель и гуманист», родившийся в Голландии и большую часть жизни проведший на Востоке. Имя этого персонажа, а также жанровая принадлежность изданного под этим именем литературного цикла содержат явную постмодернистскую отсылку к голландскому писателю Роберту ван Гулику, автору цикла детективных повестей о китайском судье Ди. Сам по себе образ «еврокитайского гуманиста», от имени которого через посредство «лёгкого» детективного жанра выражаются определённые философские и культурологические идеи, служит одним из ярких примеров современной литературной мистификации.

## Сюжет
События романов разворачиваются в вымышленной стране Орда-Русь, в просторечии Ордусь, возникшей, согласно авторскому допущению, при объединении Руси и Орды после того, как Александр Невский и хан Сартак заключили договор о дружбе. Чуть позже к Ордуси присоединился Китай, затем территории Ближнего и Среднего Востока, и появилась огромная, в одну пятую, а то и четвёртую часть суши страна, на просторах которой мирно живут рядом, очень часто — буквально вместе, люди сотен национальностей и десятков конфессий. «На территории империи проживало бок о бок неисчислимое число народностей, и все они имели полное и неотъемлемое право любить свои исторические корни, свои традиции и свой язык — всё свободное от работы время» («Дело незалежных дервишей»). Взаимное уважение возведено в ранг основополагающего принципа культуры, даже популярнейшая песня начинается со слов: «Союз нерушимый улусов культурных сплотили навек Александр и Сартак». Ордусь имеет три столицы: Ханбалык (Пекин) на востоке, Каракорум в центре и Александрия Невская (Санкт-Петербург), она же «Северная столица» (кит. Бейдзин или Пекин), на северо-западе.
Главные герои цикла — сыщики Багатур Лобо и Богдан Рухович Оуянцев-Сю — расследуют преступления (по ван Зайчику — «человеконарушения»), которые, хоть и редко, но происходят в процветающей Ордуси.

## Главные действующие лица
- Богдан Рухович Оуянцев-Сю — чиновник (в последней книге цикла — начальник, «главный цензор») александрийского управления этического надзора (аналог российской прокуратуры). Типичный русский интеллигент с приступами рефлексии и обострённым нравственным чувством. Чистокровный русский, «истово православный по вероисповеданию» («Дело жадного варвара»). Давно и счастливо женат, очень любит жену Фирузе, узбечку-мусульманку, в прошлом — первую красавицу Ургенча, и дочь Ангелину-Фереште. Обожает своего тестя, ургенчского бека Ширмамеда Измаиловича Кормибарсова, почётного воина-интернационалиста, и своего начальника — предыдущего старшего цензора Александрийского Управления Мокия Нилыча Рабиновича, ласково называемого подчинёнными «Раби Нилыч» и упорно сватающего Богдану в третьи жёны свою дочь, красавицу Риву. Из-за сильной занятости очень редко может выбраться в Харьков навестить родителей. В «Деле жадного варвара» у Богдана появляется младшая жена — француженка Жанна; позже, из-за непреодолимых противоречий в образовании, воспитании, а больше всего — в менталитете, они расстаются. Однако окончательный разрыв отношений Богдана и Жанны происходит уже в «Деле непогашенной луны», где он получает от неё письмо, свидетельствующее о полном отсутствии сходства между ними, и выясняется, что у Жанны есть сын от него, но он никогда не узнает об отце по причине ненависти матери к нему как якобы к сатрапу, палачу и прислужнику тоталитарного режима.
- Багатур Лобо — ланчжун (кит.: 郎中, буквально — «молодец посередине», по смыслу — начальник отдела в министерстве, но в данном случае это только звание), сотрудник Вайвэйюань («Управление Внешней охраны», аналог российских МВД-ФСБ, в отличие от «Внутренней охраны» — аналога ФСО). Монгол, вырос в степи. Буддист, «правда, скорее стихийный» («Дело непогашенной луны»). Не амбициозен, по чину и заслугам давно мог бы занять начальственную должность, но предпочитает оставаться оперативником. Абсолютно честен. Откровенно презирает всех вышестоящих чиновников-бюрократов («кабинетные черепахи» — цит.), кроме своего непосредственного начальника, шилана (кит. заместитель министра) Редеди Пересветовича Алимагомедова. До знакомства с Богданом всегда работал в одиночку, за неукротимый нрав и мёртвую хватку сыскаря получил прозвище «Тайфэн» («великий ветер», китайский вариант привычного нам японского слова «тайфун»), после тяжких жизненных испытаний незаметно трансформировавшееся в «Тэфен» («железный ветер»). Некоторое время преподавал в Александрийском великом училище (государственный университет). Мастер меча. Ближайший друг Богдана Оуянцева-Сю. Холост, безнадёжно (хотя и взаимно, но, увы — интересы государства…) влюблён в принцессу Чжу Ли, представительницу правящей династии Ордуси, которая курировала первое совместное дело Багатура и Богдана («еч Ли» — именно так, по имени, вгоняя придворных в полуобморочное состояние, обращаются к дочери императора и Багатур, и Богдан; она сама решительно настаивала на отказе от формальностей, а обращение по фамилии, «еч Чжу», «на господствующем в Александрийском улусе наречии», то есть по-русски, совершенно непроизносимо).
- Судья Ди — огромный рыжий кот редкой боевой породы. В самом начале первой книги («Дело жадного варвара») приблудился к Багатуру Лобо, поселился у него и стал неоценимым помощником в работе, особенно при задержании человеконарушителей, даже получил в Управлении официальный ранг «фувейбина» (помощника охранника), позволяющий ему сопровождать ланчжуна везде, вплоть до Императорского дворца в Ханбалыке. Как выяснилось впоследствии («Дело непогашенной луны»), на самом деле обладает непроизносимым родовым именем «Котофей-Берендей-Мирополк-Владибор и так далее» и родословной подлиннее княжеской. Стараниями Багатура обрёл невесту, столь же родовитую кошку Беседер-бат-Шломо-Махарозэт из Тебризского улуса, но личное счастье кота не сложилось… Умён, хитёр, отважен, но осторожен. По глубокому убеждению Багатура, его кот не разговаривает не потому, что не может, а просто потому, что пока незачем. Имеет крайне независимый характер, очень любит пиво.

Вдвоём (не считая кота) Багатур и Богдан составляют традиционную для Уголовно-процессуального кодекса РСФСР и классических советских детективов пару сыщиков: разыскник-оперуполномоченный органов внутренних дел (Лобо) и следователь прокуратуры (Оуянцев).

## Стилистика
Хотя весь цикл в целом выполнен в жанре альтернативной истории, в нём также весьма явственны пародийные и юмористические черты, причём пародия явно преобладает. Цикл содержит реминисценции, разнообразные отсылки к тем или иным произведениям мировой культуры, и перед читателем встаёт задача: не только отгадать убийцу, но и попытаться понять, кого, как и с какой целью тактично высмеивает автор. Для произведений цикла характерны простой и ясный язык, гротесковые ситуации. Удачными оказались образы героев, которым присущи каждому своя динамика развития и индивидуальные характеристики.
Основным пародийным методом является постоянное сопоставление понятий классической китайской философии и этики с реалиями типично русской (а также советской и постсоветской) действительности. Их парадоксальное несовпадение и служит главным источником юмористического эффекта. Авторы широко используют культурологические отсылки и аллюзии к конфуцианству и даосизму, что, как правило, в глазах читателя выглядит забавно и нелепо. Среди примеров такого рода можно отметить:
- Названия некоторых романов цикла (например, название «Дело о полку Игореве» — каламбур, отсылающий к «Слову о полку Игореве»; название «Дело непогашенной луны» явно напоминает о «Повести непогашенной луны» Бориса Пильняка).
- Китайские, а также тюркские и арабские транскрипции, транслитерации и кальки с привычных русских выражений: «цзипуче» — джип, «драгоценный преждерождённый единочаятель» — смешение обращений со значенями «уважаемый товарищ» и «сяньшэн». Например, в романе «Дело незалежных дервишей» главная библиотека «Асланівского уезда» (то есть Львовской области — от тюркского «аслан» — лев) названа великолепным[нейтральность?] словом «китабларня», сконструированным из арабского корня (китаб — книга), тюркского окончания множественного числа -лар (к примеру, арслан — лев, арсланлар — львы) и типичного славянского окончания (к примеру, в украинском языке: «їдальня» — столовая или «перукарня» — парикмахерская).
- Откровенная пародия на древние конфуцианские трактаты, рассчитанная на восприятие русскоязычного читателя: вымышленная «доселе неизвестная» 22 глава трактата «Лунь Юй», а также данные в приложениях «разыскания» о «звере Пицзеци» и «эпохе Куй», формально следующие конфуцианскому понятийному ряду, но содержащие скрытые аллюзии и отсылки к русской ненормативной лексике.
- Множество рассеянных по всему тексту «цитат древних китайских мыслителей», на деле оказывающихся не чем иным как великолепно[нейтральность?] стилизованными переложениями известнейших русских пословиц.
- Пародийное обыгрывание имён персонажей: Богдан Рухович Оуянцев-Сю одновременно содержит отсылки к китайскому писателю и государственному деятелю Оуян Сю и не только к мифической птице, способной поднять слона, но и к реалиям украинской общественно-политической жизни эпохи 1990-х годов, когда пользовалось популярностью движение «Рух» и одновременно подверглась критическому пересмотру историческая роль Богдана Хмельницкого (причём в цикле ван Зайчика последняя пара значений объединяется не на основе противопоставления, как могло бы быть в реальности, а на основе синтеза). Имена других персонажей (уже упоминавшиеся Мокий Нилыч Рабинович и Редедя Пересветович Алимагомедов или, например, знаменитый космонавт Джанибек Гречкович Непроливайко, правоверный католик) также подчёркивают принципиальный характер одновременного и слияния, и противопоставления взаимодействующих культур.
- Интеллигентская рефлексия Богдана Руховича, представляющая собой комический синтез традиционных моральных терзаний русского интеллигента-гуманиста, описанных Достоевским, с этическими предписаниями Конфуция.
- Подробное и тщательное описание (а главное, скрупулёзное следование им героев, особенно Богдана Оуянцева) того, что в русском языке принято несколько пренебрежительно именовать «китайскими церемониями» и что, как оказывается, действительно является именно китайскими церемониями и чем в реалиях Ордуси пренебрегать ни в коем случае не следует, а порой и просто опасно.
- «Гучномовник» и пр.[прояснить]

## Награды и премии
- Первая цзюань из цикла «Плохих людей нет» получила первое место («Золотой кадуцей») в номинации «Циклы, сериалы и романы с продолжением» на фестивале «Звёздный мост» в 2001 году, а «Дело лис-оборотней» и «Дело победившей обезьяны» — III место в 2003 году.

## Словарик
- «Единочаятель», или, сокращенно, «еч» (кит. упр. 同志, пиньинь tóngzhì, палл. тунчжи), — «товарищ», «соратник», «единомышленник».
- «Преждерождённый», или, сокращенно, «прер» (кит. упр. 先生, пиньинь xiānsheng, палл. сяньшэн, дословно — «тот, кто родился прежде меня», в более привычном японском звучании — «сэнсэй»), — ещё более уважительное, чем еч, обращение.
- «Драгоценный» (баогуй 寶貴), или, сокращенно, «драг», — добавление к обращению, демонстрирующее максимальную степень уважения к собеседнику.
- «Драг прер еч» (гуйсяньтун 貴先同) — вполне допустимое в неофициальном общении сокращение полной церемониальной формулы «драгоценный преждерождённый единочаятель».
- Минфа — ученая степень Богдана, высшая юридическая учёная степень в традиционном Китае, в данном случае — аналог учёной степени «доктор юридических наук». В переводе «минфа» значит «проникший в смысл законов». Данная степень существовала в Китае по крайней мере со времени династии Хань, то есть с начала нашей эры.